# Merkur Spiel-Arena
Merkur Spiel-Arena, dawniej znana jako LTU Arena (2004–2009), ESPRiT Arena (2010, 2011–2018), oraz Düsseldorf Arena (podczas Konkursu Piosenki Eurowizji 2011 oraz Mistrzostw Europy 2024) – stadion piłkarski w Düsseldorfie w Niemczech. Może pomieścić do 54 600 osób podczas meczów piłki nożnej, oraz do 66 500 osób podczas koncertów. Obiekt posiada rozsuwany dach.

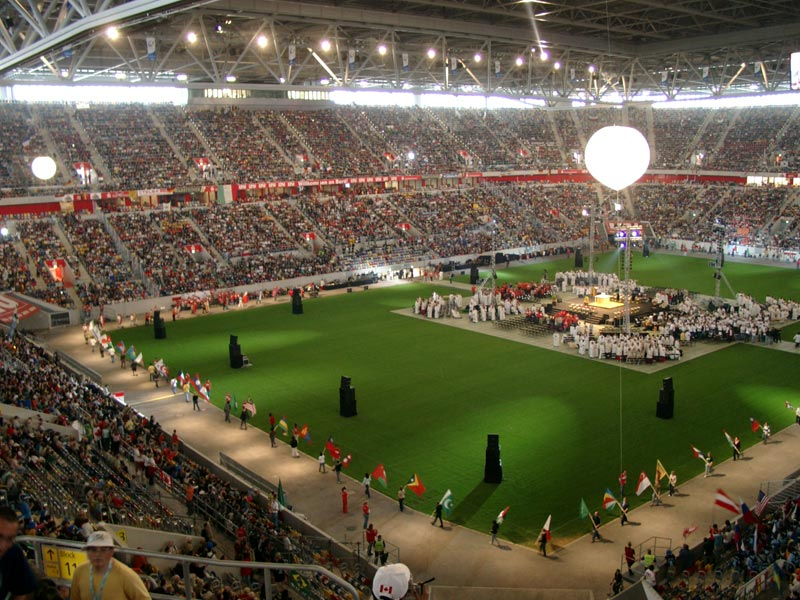
Stadion od środka

## Historia
Został otwarty w 2004 roku i stanowi domowy obiekt drużyny Fortuna Düsseldorf. W drugiej połowie rozgrywek Bundesligi 2008/2009 był również domowym stadionem Bayer 04 Leverkusen z powodu przebudowy BayAreny.
Pojemność stadionu wynosi 51,500, a koszt jego budowy wyniósł 240 milionów euro.
Do 2009 roku prawa do nazwy należały do niemieckich linii lotniczych LTU International.

## Wydarzenia
- 27-28 listopada 2010 roku na Merkur Spiel-Arenie odbyła się edycja Wyścigu Mistrzów 2010.
- 10, 12 i 14 maja 2011 roku w hali odbył się 56. Konkurs Piosenki Eurowizji, który wygrali reprezentanci Azerbejdżanu, Ell & Nikki z utworem „Running Scared”
- Amerykańska wokalistka Madonna występowała na Merkur Spiel-Arena podczas tras koncertowych: Confessions Tour (20 sierpnia 2006) oraz Sticky & Sweet Tour (4 września 2008).
- W 2024 roku na stadionie odbywały się niektóre spotkania Mistrzostw Europy w piłce nożnej